# Macías O Namorado
Macías O Namorado   (Galícia, segle XV - Arjonilla, p. segle XV) de nom real Matías Cascallar i Guisande, fou un joglar de Padrón, del que no se sap gaire de la seva vida. Implicat en tèrbols assumptes polítics i en amors impossibles, potser va morir entre 1367 i 1384. Una de les versions més esteses de la seva mort afirma que estava al servei del maestre de Calatrava Pedro Moñiz de Godoy, que es va veure obligat a empresonar-lo davant la denúncia del marit d'una dama a la que estimava Macías. No satisfet, el marit venjatiu el va travessar amb una llança mentre Macías cantava en la seva cel·la poemes d'amor. Altres versions el situen com joglar al servei de Don Enrique de Villena, el qual el va enviar a presó per cortejar una dona del seu seguici. Se sap que posteriorment va combatre junt amb el mateix senyor però, contra els àrabs. En tornar de la guerra es troba la seva estimada casada amb el senyor de Porcuna, Hernán Pérez de Padilla. Altre cop, torna a parlar amb la dama, fet que comporta que ella sigui tancada en un monestir de clausura i ell pres a la torre del castell d'Argonilla, a Baeza, Jaén. Des de la torre canta a la seva estimada lamentant-se de la seva mort, i el marit, gelós, li llença una llança des de la porta i el mata.
Està enterrat a l'església de Santa Catalina, del mateix castell, i a la seva làpida s'hi llegeix "Aquí yace Macías el Enamorado".
És autor de 21 cantigues recollides al Cancionero de Baena